# Daniele Rustioni
Daniele Rustioni (Milano, 18 aprile 1983) è un direttore d'orchestra italiano.

## Biografia
Nato a Milano, ha studiato pianoforte, organo e composizione al Conservatorio di Milano. Da bambino ha cantato nel coro di voci bianche del Teatro alla Scala.  Per tre anni ha studiato anche violoncello.
Suoi insegnanti di direzione d'orchestra sono stati Gilberto Serembe a Milano e Gianluigi Gelmetti all'Accademia Musicale Chigiana di Siena. Alla Royal Academy of Music di Londra ha studiato con Gianandrea Noseda, che gli ha dato l'opportunità di fare il suo debutto come direttore al Teatro Regio di Torino 2007. Nel biennio 2008-2009 Rustioni è stato Jette Parker Young Artist alla Royal Opera House di Covent Garden. In seguito è stato per tre anni assistente di Antonio Pappano.
Nel 2011 viene nominato direttore ospite dell'Orchestra della Toscana, divenendone nel 2014 il direttore principale. Dal 2017 è inoltre direttore musicale dell'Opéra national de Lyon.
Dal 2015 è sposato con la violinista Francesca Dego, con cui condivide anche l'attività artistica.
La produzione discografica comprende album per Deutsche Grammophon (con la Dego), Naxos, Opus Arte (un DVD live dal Rossini Opera Festival 2012), Opera Rara (la prima incisione discografica di Adelson e Salvini di Bellini) e Sony Classical.

## Discografia
- 2012 – Erwin Schrott: Arias - Radio Symphonie Orchester Wien/Erwin Schrott (Sony Classical)
- 2015 – Brusa: Orchestral Works, Vol. 3 - Royal Scottish National Orchestra (Naxos)
- 2015 – Rossini: Il signor Bruschino - Orchestra Sinfonica G. Rossini/Carlo Lepore, Roberto De Candia, Maria Aleida, David Alegret (Opus Arte)
- 2016 – Ghedini: Music for orchestra - Orchestra della Toscana (Sony Classical)
- 2017 – Bellini: Adelson e Salvini - BBC Symphony Orchestra/Daniela Barcellona, Enea Scala, Simone Alberghini, Maurizio Muraro (Opera Rara)
- 2017 – Paganini, Wolf-Ferrari: Violin Concertos - City of Birmingham Symphony Orchestra/Francesca Dego (Deutsche Grammophon)
- 2018 – Petrassi: Music for orchestra - Orchestra della Toscana (Sony Classical)